# Stoppa (cognome)
Stoppa è un cognome di lingua italiana.

## Varianti
Stoppani, Stoppano, Stoppi, Stoppia, Stoppini, Stoppino.

## Origine e diffusione
Il cognome è tipicamente centro-settentrionale.
Potrebbe derivare dal mestiere medioevale di lavorare la stoppa, dal latino stupa, "stoppa", da radice sanscrita dal significato di "duro". È affine al cognome Restuccia.

## Persone
- Angelo Luigi Stoppa (1915-1998) – presbitero e storico italiano
- Edoardo Stoppa (1969) – conduttore televisivo italiano
- Paolo Stoppa (1906-1988) – attore e doppiatore italiano